# 教皇主義

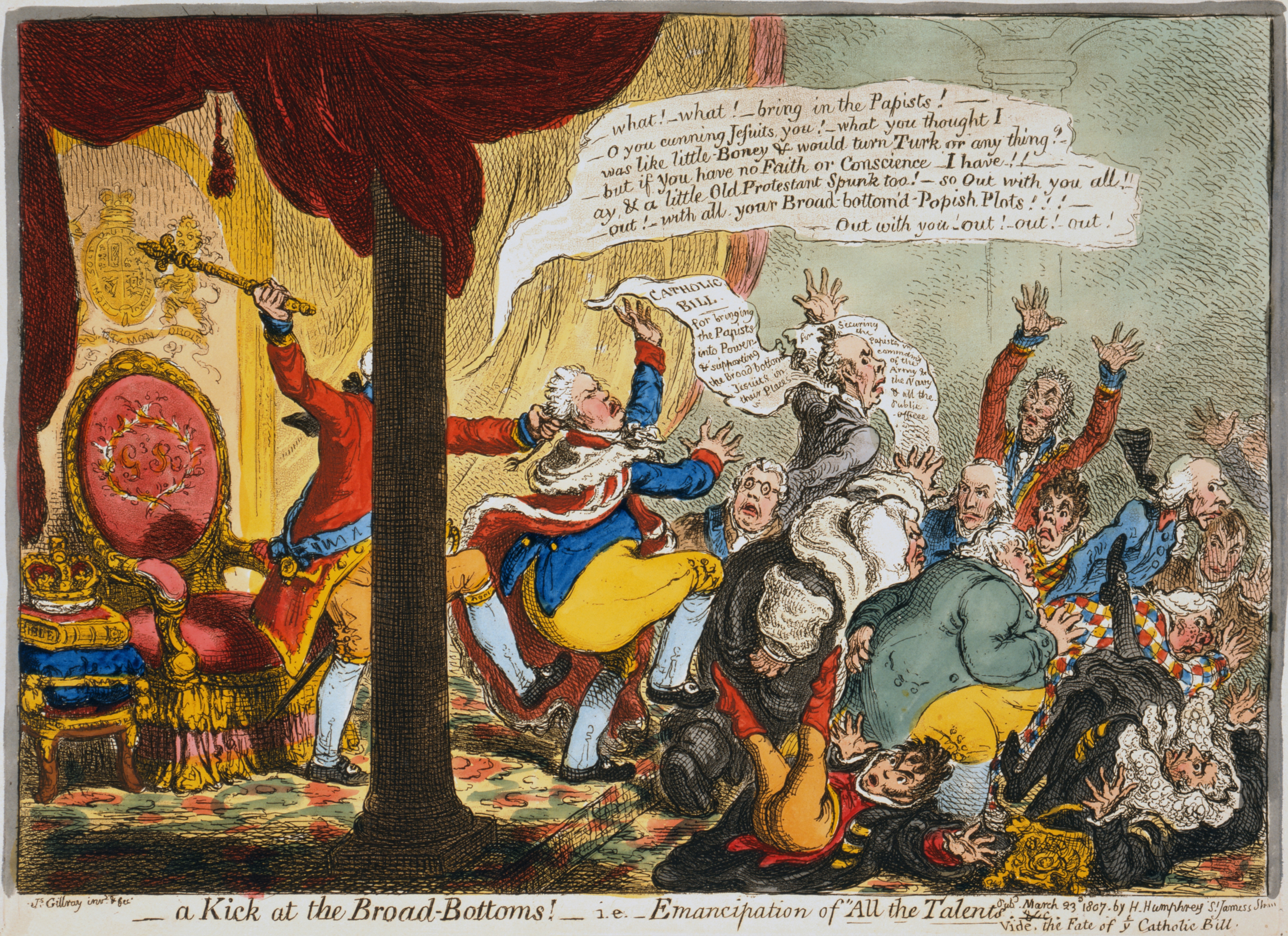
詹姆斯·吉爾雷（James Gillray）於1807年所創作的一幅諷刺油畫，在畫中, 英國國王喬治三世（George III）説：「把教宗主義者帶進來！」

教宗主義 （當被用以指稱教宗所擁有的權力時，被稱為Popery，形容詞形式為Popish；當被用以指稱一種意識型態時，被稱為Papism，形容詞形式為Papist，亦可被用以指稱其奉信者）一詞在英語中主要是對於天主教的貶稱，曾經經常被新教和東正教用來給他們所敵視的天主教徒扣帽子，意指後者在接受教宗對於基督教的權威這一方面上與前者不同。這個詞在英格蘭宗教改革期間（1532-1559）流行起來，當時居住在英格蘭的基督徒脱離了天主教並創立了聖公宗。棄絕教宗權威的人與仍然擁護羅馬教廷的人之間出現了分歧。該術語被認為是具有貶義性的。直到十九世紀中葉，它仍在更正敎徒的作品中被廣泛使用。直到今天, 在英國仍然有效的一些法例中，該術語仍然被使用。
教宗主義一詞在現今的人寫作時中有時被用作反天主教的狗哨，或者作為區分天主教與其他自稱大公敎會的基督敎會的貶稱方式，如東正教、新教當中的路德派當中的福音大公派或聖公宗當中的盎格魯大公派。2008年，塞薩洛尼基亞里士多德大學在一次抨擊普世主義的會議上以第二種方式使用了教宗主義一詞，自此之後，這個術語在希臘正教會內被更廣泛地使用。

## 歷史
根據《牛津英文詞典》所提供的資料，「教宗主義者」這個術語於1522年首次被使用。
直到十九世紀中葉，這個術語一直被信奉新教的作家普遍使用，例如它經常出現在湯瑪斯·麥考利的《詹姆斯二世即位以來的英格蘭歷史》和那個時期的其他作品中，即使在那些不帶有宗教偏見的作品中 也是如此。
這個術語出現在聯合王國某些殘留的法例中，例如1689年的《權利法案》和1689年的《蘇格蘭權利宣言》。幾個世紀以來，天主教徒一直被排除在英國王位之外。1701年，議會通過了《定居法案》，要求只有信奉更正教的君王才可以統治英格蘭和愛爾蘭。根據1701年的《定居法案》，任何信奉「教宗主義式的宗教」的人都不可以繼承英格蘭王國國王的王位，該法案繼續適用於英國和所有英聯邦成員國。在《2013年王位繼承法》修訂並於2015年生效之前，《和解法》還禁止任何與「教宗主義者」結婚的人登上王位。在亨利八世和伊莉莎白一世統治時期，在英格蘭禁絕對於教皇的忠誠之後，人們擔心信奉天主教的世俗領袖會反對新教並受到天主教會的不當影響。 《格列佛遊記》的作者喬納森·斯威夫特在他的諷刺文章《一個小小的建議》中使用了這個術語，當中他帶有諷刺意味地提議出售愛爾蘭嬰兒以供富有的英格蘭地主吃掉。丹尼爾·笛福在廣受歡迎的《魯濱遜漂流記》中寫道：「我開始為自稱教宗主義者一事感到後悔，並且認為這可能不是最好的宗教。」
類似的術語，如「教宗權」（英文: Popery）一詞和出現得較為晚近的「教廷主義」（英文: Papalism），有時會被使用，如1698年的《教宗權法案》和《均分法案》。新教基督復臨安息日會女先知艾倫·懷特（Ellen G. White）在她的著作《大爭議》（The Great Controversy）中使用了「教宗主義者」和「教宗權」這兩個術詞，這本書因其濃厚的反天主教色彩而受到了嚴厲的抨擊。 
在1928年的美國總統選舉中，民主黨候選人阿爾·史密斯被他的政敵扣上了「教宗主義者」的帽子，他是第一個獲得主要政黨總統候選人提名的天主敎徒，導致公眾擔心，如果他當選，華盛頓當局自此之後將會遵循羅馬教廷所下達的命令。截至2022年，約翰·甘迺迪和喬·拜登是僅有的兩位信奉天主教的當選者。
這個詞至今仍然偶爾被使用，不過比以往幾個世紀要少得多。

## 隱秘教宗主義
在早期, 該術語以「隱秘教宗主義者」（英文: Crypto-Papist）的複合形式出現，指的是天主教當中的改革派人士、新教信奉者或不屬於聖公會的宗教團體成員，據稱他們實質是天主教徒。活躍於十九世紀的、居住在俄羅斯的、信奉東正教的世俗神學家（lay theologian, 即沒有受過專業訓練的神學家）阿列克谢·霍米亚科夫聲稱「所有新教信徒都是隱秘教宗主義者」。不過, 與他身處於同一時期的、信奉東正教的博學家帕維爾·弗洛倫斯基神父則聲稱亞歷克西斯自己所持有的神學觀點與新教教義十分相似。
雖然這個術語可能只是用以暗示某個人或某個團體出現天主教會化的現象，但是歷史上確實出現過有人暗中歸依天主教的事例，如英格蘭王國國王詹姆斯二世、巴塞洛繆·雷莫夫和葉利扎維塔·費奧多羅維奇。有些人後來可能會公開宣稱自己歸依天主教，如喬治·卡爾弗特、巴爾的摩第一男爵。有些人試圖調和天主教與新教之間的矛盾，如瑞典王國國王約翰三世。